# Modo rítmico
Modo rítmico é um termo da musicologia para definir um esquema rítmico baseado na métrica da poesia. Foi usado na Idade Média e desenvolvido pelos compositores da Escola de Notre-Dame.
A primeira exposição do sistema apareceu no tratado De mensurabili musica, atribuído a Johannes de Garlândia, em torno de 1240. A maior parte das fontes aponta a existência de seis modos rítmicos, embora na prática somente os três primeiros fossem mais usados. Eram eles:
- Troqueu - semilonga/curta

Semínima-colcheia - compasso 3/8

- Iambo - curta/semilonga

Colcheia-semínima - compasso 3/8

- Dáctilo - longa/curta/semilonga

Semínima pontuada-colcheia-semínima - compasso 6/8

- Anapesto - curta/semilonga/longa

Colcheia-semínima-semínima pontuada - compasso 6/8

- Espondeu - longa/longa

Semínima pontuada-semínima pontuada - compasso 3/8 ou 6/8

- Pírrico - curta/curta/curta

Colcheia-colcheia-colcheia - compasso 3/8 ou 6/8

A partir de cada modo se podiam construir células rítmicas maiores, chamadas ordens perfeitas ou imperfeitas, definidas pelo número de repetições e pela posição da pausa final. As limitações impostas por esse modelo foram substituídas no século XIV com as inovações da Ars nova.